# Anisus kussakini
Anisus kussakini е вид коремоного от семейство Planorbidae.

## Разпространение
Видът е разпространен в Русия (Камчатка).